# Thomas Biesemeyer
Thomas Biesemeyer est un skieur alpin américain, né le 30 janvier 1989 à Plattsburgh.

## Carrière
Il est actif à partir de la saison 2004-2005. Il apparaît dans la Coupe nord-américaine en 2007. En décembre 2010, il remporte sa première course dans cette compétition, un super G disputé à Panorama. À l'issue de la saison 2010-2011, il remporte le classement général de la Coupe nord-américaine.
Il débute en Coupe du monde en novembre 2010 à Lake Louise. Il marque son premier point en février 2012 au super G de Crans Montana (30e). 
Il est sélectionné pour les Championnats du monde 2013 où il se classe 13e du super G.
Lors de la saison 2015-2016, il réalise son meilleur résultat dans l'élite avec une 11e place au super G de Beaver Creek, avant d'améliorer ce résultat en décembre 2016 avec le huitième rang à Santa Caterina.

## Palmarès

### Championnats du monde
| Édition / Épreuve          | Descente | Super G | Slalom géant | Combiné |
| -------------------------- | -------- | ------- | ------------ | ------- |
| Mondiaux 2013 Schladming   |          | 13e     | Abandon      | Abandon |
| Mondiaux 2017 Saint-Moritz | 29e      | Abandon |              |         |

### Coupe du monde
- Meilleur classement général : 83e en 2018.
- Meilleur résultat : 8e.

| Année/Classement | Général | Général | Descente | Descente | Slalom | Slalom | Slalom géant | Slalom géant | Super G | Super G | Combiné | Combiné |
| Année/Classement | Class.  | Points  | Class.   | Points   | Class. | Points | Class.       | Points       | Class.  | Points  | Class.  | Points  |
| ---------------- | ------- | ------- | -------- | -------- | ------ | ------ | ------------ | ------------ | ------- | ------- | ------- | ------- |
| 2012             | 150e    | 1       | -        | -        | -      | -      | -            | -            | 62e     | 1       | -       | -       |
| 2013             | 110e    | 19      | -        | -        | -      | -      | -            | -            | 34e     | 19      | -       | -       |
| 2015             | 142e    | 6       | -        | -        | -      | -      | -            | -            | 49e     | 7       | -       | -       |
| 2016             | 103e    | 37      | -        | -        | -      | -      | -            | -            | 34e     | 37      | -       | -       |
| 2017             | 84e     | 72      | 36e      | 28       | -      | -      | -            | -            | 28e     | 44      | -       | -       |
| 2018             | 83e     | 53      | 42e      | 17       | -      | -      | -            | -            | 28e     | 36      | -       | -       |
| 2019             | 136e    | 9       | 54e      | 4        | -      | -      | -            | -            | 51e     | 5       | -       | -       |

### Coupe nord-américaine
- Gagnant du classement général en 2011.
- Gagnant du classement du combiné en 2011.
- 4 victoires.

### Coupe d'Europe
- 1 victoire.